# Krążowniki ciężkie typu Northampton
Krążowniki ciężkie typu Northampton – seria sześciu amerykańskich okrętów, zbudowanych dla US Navy w latach 30. XX wieku. Był to drugi typ krążowników ciężkich zaprojektowanych i zbudowanych w Stanach Zjednoczonych w wyniku ustaleń traktatu waszyngtońskiego.
W porównaniu z wcześniejszym typem Pensacola, nowe okręty miały mniej, bo dziewięć dział 8-calowych (203 mm), umieszczonych w trzech trójdziałowych wieżach, dwóch dziobowych i rufowej. Taką konfigurację uzbrojenia przyjęto też dla kolejnych typów amerykańskich krążowników waszyngtońskich. Typ Northampton otrzymał również poprawione opancerzenie i szereg drobniejszych ulepszeń w stosunku do poprzedników. Należało do niego sześć jednostek: „Northampton”, „Chester”, „Louisville”, „Chicago”, „Houston” oraz „Augusta”. Wszystkie wzięły udział w działaniach II wojny światowej, trzy z nich: „Houston”, „Northampton” i „Chicago” zostały utracone. Pozostałe przeniesiono do rezerwy wkrótce po zakończeniu działań wojennych, a w 1959 roku skreślono z listy floty i sprzedano na złom.

## Projektowanie i budowa
Działając na podstawie decyzji Kongresu z grudnia 1924 roku o sfinansowaniu budowy dla US Navy ośmiu okrętów nowej klasy – krążowników waszyngtońskich oraz na pierwszych opiniach o budowanych od 1926 roku dwóch pierwszych jednostkach tej klasy, typu Pensacola, rozpoczęto prace koncepcyjne nad nowym projektem amerykańskiego krążownika. W porównaniu z typem Pensacola miał on otrzymać zmienione uzbrojenie główne i lepiej rozplanowany pancerz, miał mieć lepsze właściwości żeglugowe dzięki wyższej wolnej burcie, poprawiony podział wewnętrzny kadłuba oraz hangar dla wodnosamolotów pokładowych. Nowe krążowniki zostały pomyślane jako jednostki flagowe: trzy dla eskadr, trzy flot. W związku z tym otrzymały dodatkowe pomieszczenia dla członków sztabów.
Główną różnicą w porównaniu z krążownikami typu Pensacola miała być mniejsza liczba armat kal. 203 mm. Wstępne szkice projektowe przedstawiały dwa odmienne rozwiązania: osiem dział w czterech podwójnych wieżach oraz dziewięć w trzech potrójnych. Ponieważ pierwszy wariant nie zapewniał wystarczających oszczędności tonażowych, ostatecznie zdecydowano się na budowę okrętów z dziewięcioma działami, w trzech wieżach, z których dwie miały znaleźć się na dziobie, w superpozycji, trzecia na pokładzie rufowym.
Środki na budowę sześciu krążowników przyznano w roku finansowym 1926–1927. Do ich realizacji wybrano pięć stoczni: Newport News Shipbuilding & Dry Dock Company (dwa okręty), Mare Island Naval Shipyard, Puget Sound Naval Shipyard, New York Shipbuilding oraz Bethlehem Steel w Quincy. Stępki pod wszystkie położono w 1928 roku, budowę pierwszego, „Northampton”, ukończono 17 maja 1930 roku, ostatniego, „Chicago”, 9 marca 1931 roku. Początkowo otrzymały one sygnatury CL, przynależne lekkim krążownikom, i numery od 26 do 31, 1 lipca 1931 roku oficjalnie sklasyfikowano je jako ciężkie krążowniki, zmieniając sygnatury na CA, przy pozostawieniu tych samych numerów.

## Opis konstrukcji

### Charakterystyka ogólna
Krążowniki typu Northampton miały długość całkowitą 182,96 m (177,4 m na konstrukcyjnej linii wodnej), szerokość maksymalną 20,14 m oraz średnie zanurzenie przy wyporności standardowej 5,92 m, zaś przy pełnej 6,5 m. Przeciętne rzeczywiste wartości wyporności wynosiły odpowiednio 9300 długich ton (ts) i 11 400 ts (podawane są też inne wartości, np. 9006 ts i 11 420 ts). Kadłub miał kliprowy dziób z gruszką Taylora i wzniesionym pokładem dziobówki, który kończył się uskokiem za nadbudówką dziobową w przypadku trzech pierwszych jednostek lub za pierwszym kominem u trzech ostatnich. Przestrzeń pod dziobówką była wykorzystana do zabudowy dodatkowych kabin dla członków sztabów, okrętowanych w przypadku wykorzystania krążowników jako okrętów flagowych. Wysokość wolnej burty na dziobie wynosiła około 9 m, na wysokości nadbudówki dziobowej około 7 m, na śródokręciu i rufie po około 4,2 m.
Duże hangary dla czterech wodnosamolotów zabudowano wokół tylnego komina. Przed nim zainstalowano dwie obrotowe katapulty na cylindrycznych pokładach. Na dachu hangaru znajdował się dźwig do obsługi samolotów pokładowych. Bezpośrednio za hangarem znajdowała się jednokondygnacyjna nadbudówka z zapasowymi przyrządami kierowania ogniem. Okręty posiadały dwa trójnożne maszty: przedni, stanowiący podstawę konstrukcji trzykondygnacyjnej nadbudówki dziobowej, mieszczącej między innymi opancerzone bojowe stanowisko dowodzenia, oraz główny z rufową nadbudówką, przed którą znajdował się pokład łodziowy. Dźwig służący do obsługi łodzi pokładowych umiejscowiony był w przedniej części głównego masztu.
Kadłub był podzielony grodziami na 22 przedziały wodoszczelne, miał podwójne dno i burty. Przestrzenie te wykorzystano jako zbiorniki paliwa. Środek ciężkości zaplanowano stosunkowo nisko, by zapobiec niekontrolowanej utracie stateczności w przypadku uszkodzeń bojowych. Powodowało to jednak znaczne kołysanie kadłuba, szczególnie przy niskich prędkościach. W konstrukcji nadbudówek użyto, dla oszczędności tonażowych, znaczne ilości stopów aluminium. Według projektu cała załoga (45 oficerów oraz 576 podoficerów i marynarzy zgodnie z etatem pokojowym) miała do dyspozycji własne koje, co było szczególnie podkreślane wobec dobrowolności służby w marynarce w latach 30. XX wieku.

### Urządzenia napędowe
Krążowniki typu Northampton były napędzane czterema zespołami turbin parowych systemu Parsonsa, każdym składającym się z turbiny wysokiego i niskiego ciśnienia, umieszczonymi w dwóch oddzielnych maszynowniach. Turbiny z przedniej maszynowni napędzały wały zewnętrzne, tylnej wewnętrzne. Parę do turbin dostarczało osiem kotłów wodnorurkowych typu Yarrow na pierwszej jednostce bądź White-Forster na pozostałych. Były one rozmieszczone parami w czterech kotłowniach, spaliny z których były odprowadzane przez dwa kominy. Naprzemienny układ pomieszczeń siłowni: dwie kotłownie – maszynownia – dwie kotłownie – maszynownia, tzw. system unitarny, miał na celu zapobieżenie przypadkowi unieruchomienia całości maszyn jednym trafieniem. Łączna projektowana moc maszyn wynosiła 107 000 shp, co miało zapewnić prędkość maksymalną 32,5 węzła. Przy przeforsowaniu siłowni poszczególne okręty osiągały moc 109 000 shp i prędkość 33 węzłów. Zapas paliwa, maksymalnie 3067 ton (2108 ts), miał zapewnić zasięg 10 000 mil morskich przy prędkości ekonomicznej 15 węzłów.
Energię elektryczną dostarczały cztery turbogeneratory o łącznej mocy 900 kW, dwa po 250 kW oraz dwa po 200 kW. W początkowym okresie służby krążowniki nie dysponowały generatorami awaryjnymi, które zainstalowano dopiero w wyniku pierwszych doświadczeń wojennych. Pojedynczy ster zapewniał promień skrętu wynoszący około 345 m przy prędkości 20 węzłów.

### Uzbrojenie
Główne uzbrojenie artyleryjskie krążowników typu Northampton składało się z dziewięciu dział 203 mm L/55 (8 cali) Mk 9 (w późniejszym okresie na części okrętów wymienionych na będące ich zmodyfikowaną wersją Mk 14 L/55), umieszczonych na wspólnych lawetach w trzech wieżach artyleryjskich, dwóch w superpozycji na dziobie, trzeciej na rufie. Wystrzeliwały one pociski przeciwpancerne i burzące o masie 118 kg z prędkością początkową około 853 m/s. Donośność wynosiła 29 000 m, szybkostrzelność 3–4 wystrzały na minutę na lufę. Prędkość obrotu wieży w poziomie to 3,5°, luf w pionie 6° na sekundę, kąt ostrzału każdej z wież 300°, zakres kątów elewacji od –10° do +41°, kąt ładowania 5°. Zbyt mała odległość pomiędzy wylotami luf w wieży sprawiała, że podmuch wylotowy wpływał na tor lotu najbliższych pocisków. Aby temu zapobiec, wprowadzono strzelanie salwami rozdzielnymi: wystrzał ze środkowej lufy następował z około sekundowym opóźnieniem, co poprawiło celność. Pierwotnym systemem kierowania ognia artylerii głównej były dwa dalocelowniki Mk 13 z dalmierzami o bazie 12 stóp (ok. 3,7 m).
Według projektu artylerię uniwersalną okrętów stanowiły cztery działa 127 mm (5 cali) Mk 13 L/25 na pojedynczych podstawach Mk 19, zainstalowane na dachu niskiej nadbudówki za hangarem wodnosamolotów. Strzelały one amunicją zespoloną, masa naboju wynosiła 45,4 kg, pocisku 24,4 kg, prędkość początkowa 643 m/s, donośność w poziomie około 13 000 m, w pionie 8000 m, szybkostrzelność do 15 strzałów na minutę, zakres kątów podniesienia od –15° do 85°.
Krążowniki zostały początkowo wyposażone w dwie potrójne wyrzutnie torped kalibru 533 mm dla torped Mark XI. W 1930 roku jednak podjęto generalną decyzje o wycofaniu aparatów torpedowych z pokładów krążowników, uważano bowiem że jednostki te nie będą wchodziły w kontakt bojowy z okrętami przeciwnika na dystansach umożliwiających skuteczne użycie torped. Nie przewidziano tym samym krwawych nocnych batalii, jakie miały miejsce w drugiej połowie 1942 roku, i po 1930 roku okręty zostały pozbawione swojej broni podwodnej. Sugerowano się jednak także ryzykiem stwarzanym przez głowice torpedowe na pokładzie, w przypadku trafienia pociskiem przeciwnika w wyrzutnię, a także możliwością zaoszczędzenia na wadze okrętów i rodzącą się ze stąd możliwością zaopatrzenia jednostek w dodatkowe pociski artylerii 203 mm, co w warunkach wojennych umożliwiłoby zaopatrzenie okrętów w łącznie 1400 pocisków tego kalibru. W zamian, w 1940 roku „Northampton” jako jeden z pierwszych okrętów w US Navy otrzymał radar dozoru CXAM, co razem z bardzo dobrymi w roli przeciwlotniczej działami 5" /25, wzmacniało zalety okrętu w roli eskorty lotniskowców. Okręty nie otrzymały jednak skutecznej artylerii przeciwlotniczej średniego zasięgu, nie zostały bowiem pierwotnie zmaterializowane zamiary wyposażenia ich w działka kalibru 37 mm. W zamian, jednostki otrzymały dwa zupełnie przestarzałe działka Hotchkiss QF 3pdr (47 mm) i cztery pojedyncze wielkokalibrowe karabiny maszynowe Browning M2 kalibru 12,7 mm.
Wyposażenie lotnicze stanowiły w pierwszym okresie służby cztery wodnosamoloty Curtiss SOC Seagull, zastąpione w 1944 roku na „Chesterze” czterema Vought OS2U Kingfisher, a w 1945 roku na „Louisville” jednoosobowymi Curtiss SC Seahawk.

### Opancerzenie
Całkowita masa opancerzenia krążowników typu Northampton wynosiła 547 ts (około 6% ciężaru okrętu). Składał się na nie pas burtowy, o długości 64 i wysokości 4 m, grubości 76–95 mm, nałożony na poszycie burtowe na wysokości przedziałów kotłowni i maszynowni. Od góry był on przykryty pokładem pancernym grubości 25 mm, z przodu i z tyłu zamknięty grodziami pancernymi grubości 38 mm.
Poza urządzeniami napędowymi pancerz chronił komory amunicyjne, zbudowane w postaci skrzyń o ścianach grubości 64 mm i dachu 51 mm oraz wieże artyleryjskie, których ściana przednia miała grubość 64 mm, dach 51 mm, pozostałe ściany 19 mm, zaś barbety 38 mm. Okręty nie posiadały wzdłużnych grodzi przeciwtorpedowych, jedyną bierną ochroną przeciwko eksplozjom podwodnym było podwójne dno i burty.
Opancerzenie krążowników typu Northampton było dalece niewystarczające w starciu z równorzędnym, uzbrojonym w działa kal. 203 mm, przeciwnikiem. Przebicie pancerza burtowego lub pokładu pancernego pociskiem 8-calowym było możliwe z każdej odległości, na której w realnych warunkach toczono walki artyleryjskie, iluzoryczna była również ochrona przed pociskami 6-calowymi (152 mm) lekkich krążowników. Stąd załogi nazywały swoje okręty Tin Clads (puszki, blaszanki).

## Modyfikacje

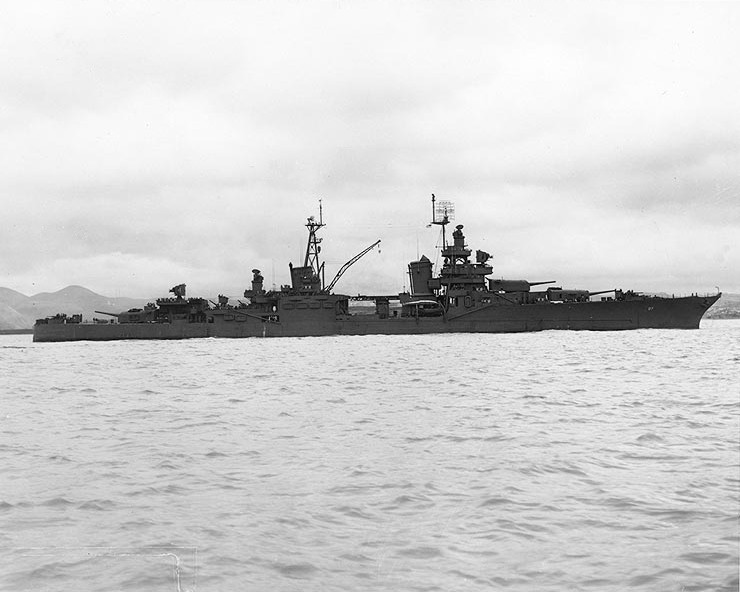
„Chester” w maju 1945 roku, po ostatniej wojennej modyfikacji, z widocznymi antenami radarów na masztach

Wkrótce po wejściu okrętów do służby postanowiono o podwojeniu szerokości ich stępek przechyłowych oraz przeznaczeniu części zbiorników paliwa na zbiorniki balastowe, aby zniwelować skłonność do zbyt głębokich przechyłów. Dla zmniejszenia niekorzystnego zjawiska zadymiania pomostów dowodzenia, na kominach zamontowano półkoliste kołpaki, kierujące spaliny ku rufie. „Northampton” miał eksperymentalnie podwyższony pierwszy komin, ale rozwiązanie to nie zdało egzaminu i zamieniono je na podobny kołpak. W drugiej połowie lat 30. zdemontowano z wszystkich jednostek wyrzutnie torpedowe i ich urządzenia kierowania ogniem, osłaniając nisze płatami blachy (z wyjątkiem „Louisville” i „Chestera”, na których pozostawiono je odkryte).
W lutym 1933 roku Sekretarz Marynarki zaaprobował program wzmocnienia uzbrojenia przeciwlotniczego krążowników waszyngtońskich, lecz jego wykonanie opóźniało się z powodu problemów finansowych. Pierwsze fundusze wyasygnowano dopiero ze środków roku budżetowego 1939, po interwencjach dowództwa floty. Zamontowano małokalibrowe uzbrojenie przeciwlotnicze: osiem wielkokalibrowych karabinów maszynowych Browning M2 kal. 12,7 mm, umieszczonych po cztery na platformach na masztach. Nareszcie od połowy 1938 roku na krążownikach rozpoczęto instalację czterech dodatkowych armat uniwersalnych kal. 127 mm, posadowionych na pojedynczych podstawach na dachu hangaru. Artyleria główna otrzymała nowe dalocelowniki Mk 24.
Bazując na doświadczeniach pierwszego roku wojny w Europie, w 1940 roku podjęto decyzję o instalacji na okrętach czterech poczwórnych zestawów automatycznych dział przeciwlotniczych 1,1". Jednak z powodu zbyt małej liczby tych zestawów, produkowanej przez amerykański przemysł zbrojeniowy, większość jednostek otrzymała w zastępstwie pojedyncze armaty uniwersalne L/50 kal. 76 mm (3 cale). W 1941 roku „Augusta” miała już zamontowane wszystkie cztery zestawy dział 1,1", jednak na pozostałych krążownikach wciąż pozostawały działa 76 mm. Na przełomie 1941 i 1942 roku „Houston” miał jedynie jeden poczwórny zestaw i trzy działa 3-calowe i tak uzbrojony wziął udział w swojej ostatniej bitwie; w sierpniu 1942 roku na „Chesterze” były jedynie dwa poczwórne zestawy. Do kierowania ogniem artylerii średniej zainstalowano dwa dalocelowniki Mk 19 z jednopolowymi dalmierzami o bazie 4,5 m, w późniejszym okresie zastąpione systemami Mk 33.
W 1942 roku rozpoczęto montowanie na krążownikach dział automatycznych Oerlikon kal. 20 mm oraz wymianę zestawów 1,1" na również poczwórne zestawy dział Bofors kal. 40 mm (jako pierwszy otrzymał je „Chicago”). Docelowo od początku 1943 roku standardem na pozostałych w linii okrętach miało być 16 dział kal. 40 mm oraz 12 kal. 20 mm, chociaż w rzeczywistości poszczególne jednostki nieco się różniły. W późniejszym okresie wojny stopniowo wzmacniano uzbrojenie przeciwlotnicze, między innymi o dwa zdwojone zestawy kal. 40 mm na skraju pokładu rufowego. Aby zrównoważyć ciężar nowych dział, usunięto z okrętów większość łodzi oraz dźwig je obsługujący, zastępując je tratwami. Dla poprawienia niezatapialności zaślepiano najniżej położone iluminatory kadłuba.
W 1940 roku „Chicago”, jako pierwszy w typie Northampton, otrzymał radar dozoru powietrznego typu CXAM. Wkrótce zainstalowano je na „Northamptonie” i „Chesterze”, „Augusta” miała nowocześniejszy CXAM-1, zaś „Louisville” typu SC-1. „Houston”, utracony w pierwszych miesiącach wojny na Pacyfiku, nie miał instalowanego wyposażenia radarowego. Wraz z montażem radarów przebudowywano maszty, dostosowując je do nowych potrzeb. W 1942 roku otwarto od góry pomosty bojowe, aby ułatwić dowodzenie w warunkach zagrożenia z powietrza. Artyleria małokalibrowa otrzymała systemy kierowania ogniem Mk 44, po jednym dla każdego zestawu dział. Do dalocelowników Mk 24 dla artylerii głównej dodano radary artyleryjskie Mk 3 (nazywane również typem FC), zaś do Mk 19 dla artylerii uniwersalnej Mk 4 (typ FD). Równocześnie zdjęto z okrętów część dalmierzy (pozostałe służyły odtąd głównie do celów nawigacyjnych).
Podczas kolejnych pobytów w stoczni na krążownikach instalowano sukcesywnie po dwa awaryjne generatory elektryczności, zasilane silnikami wysokoprężnymi. Każdy z nich miał moc 100 kW, były montowane jeden w rejonie dziobowych, drugi poniżej rufowych komór amunicyjnych. Na przełomie 1942 i 1943 roku systemy kierowania ogniem Mk 44 na pozostałych w linii czterech okrętach zastąpiono udoskonalonymi Mk 51. Kontynuowano odciążanie jednostek, pozbawiając je uznanych za zbędne w warunkach wojennych wanien, umywalek czy magazynów. Pod koniec 1942 roku na „Chicago”, a wkrótce potem także na „Auguście”, „Chesterze” i „Louisville” zlikwidowano opancerzone stanowisko dowodzenia, obniżając sterówkę o jeden poziom. Odtąd dowodzenie w bitwie miało odbywać się z otwartego pomostu, chronionego jedynie z trzech stron 6-milimetrowymi osłonami przeciwodłamkowymi.
Pod koniec 1943 roku trzy ocalałe krążowniki zostały wyposażone w radary dozoru powietrznego typu SK oraz wyszukiwania celów nawodnych typu SG, zastąpiony w dalszej fazie wojny typem SP. Nieco później, poczynając od „Louisville”, zaczęto instalować na nich nowe systemu kierowania ogniem artylerii głównej, oparte na dalocelownikach Mk 34 z dalmierzem o bazie 5,5 m i radarem artyleryjskim Mk 8 (później na niektórych Mk 13). Wiązało się to ze zmianami w strukturze nadbudówek i masztów: maszt główny usunięto, zastępując go lekkim masztem trójnożnym okalającym tylny komin; maszt przedni skrócono o połowę oraz obniżono nadbudówkę rufową. Dla artylerii uniwersalnej zamontowano dalocelowniki Mk 57, skuteczniejsze w zwalczaniu nisko lecących samolotów, dla dział Boforsa dalocelowniki Mk 63. Pod koniec wojny zamontowano dodatkowe radary: wykrywania celów nawodnych typu SQ i celów powietrznych typu SM.

## Przebieg służby okrętów

### USS Northampton (CA-26)

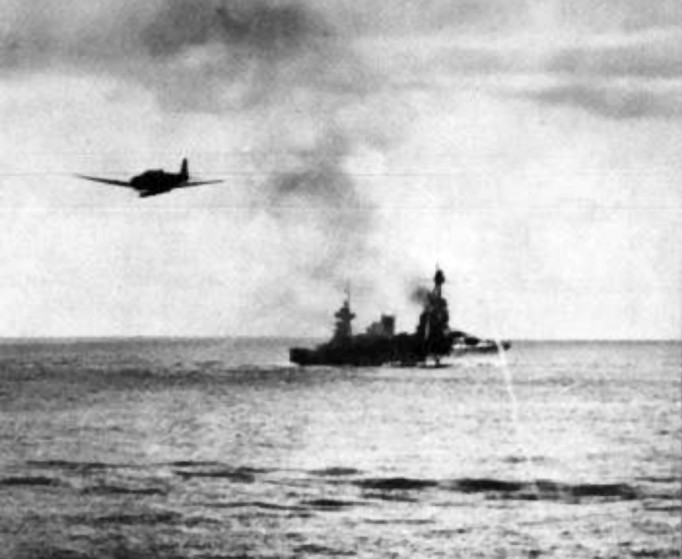
USS „Northampton” (CA-26) ostrzeliwuje zmierzający do ataku na USS „Hornet” (CV-8) japoński samolot torpedowy Nakajima B5N w bitwie pod Santa Cruz

Stępka pod okręt została położona 12 kwietnia 1928 roku w należącej do Bethlehem Shipbuilding stoczni Fore River Shipyard w Quincy, gdzie okręt został zwodowany 5 września 1929 roku (matką chrzestną okrętu została była pierwsza dama, Grace Coolidge), okręt wszedł następnie do służby 17 maja 1930 roku. Po odbyciu dziewiczego rejsu na Morze Śródziemne USS „Northampton” (CA-26) wszedł w skład Scouting Force (Siły Rozpoznawcze) na Atlantyku, od 1932 roku służył na Oceanie Spokojnym. Latem 1940 roku był okrętem flagowym kontradmirała Sherwoode’a A. Taffindera podczas rejsu zespołu US Navy do Australii.
7 grudnia 1941 roku osłaniał „Enterprise” w jego misji transportowej z samolotami na wyspę Wake. Jako okręt flagowy zespołu krążowników admirała Raymonda Spruance'a osłaniał lotniskowiec USS „Enterprise” (CV-6) adm. Williama Halseya podczas rajdów pierwszej połowy 1942 roku – na wyspy Marshalla, na Wake, na wyspę Marcus, a także osłaniał amerykańskie lotniskowce podczas rajdu Doolittle’a na macierzyste Wyspy Japońskie. Był wówczas elementem eskorty zespołów TF8 i TF16 adm. Halseya.
Pozostając w składzie TF16, w czerwcu 1942 roku osłaniał „Enterprise” w trakcie bitwy pod Midway. Od sierpnia brał udział w kampanii na Salomonach, gdzie broniąc USS „Hornet” (CV-8) 26 października uczestniczył w bitwie pod Santa Cruz, gdzie podjął m.in. próbę holowania ciężko uszkodzonego lotniskowca. Zatopiony japońskimi torpedami w bitwie koło przylądka Tassafaronga 30 listopada 1942 roku, zginęło 58 członków załogi.

### USS Chester (CA-27)
Położenie stępki 6 marca 1928 roku, wodowanie 3 lipca 1929 roku, wejście do służby 24 czerwca 1930 roku. Stocznia New York Shipbuilding. Do 1932 roku wchodził w skład Scouting Force na Atlantyku, następnie służył na Pacyfiku. W 1936 roku uczestniczył w prezydenckiej wizycie w portach Ameryki Południowej. 7 grudnia 1941 roku był w zespole eskorty „Enterprise”. W styczniu 1942 roku został uszkodzony bombą lotniczą, zginęło ośmiu członków załogi. W maju uczestniczył w bitwie na Morzu Koralowym, brał udział w akcji ratowania załogi lotniskowca „Lexington”. 20 października 1942 roku został storpedowany przez japoński okręt podwodny, zginęło 11 marynarzy. Po prowizorycznych naprawach na Espiritu Santo, był remontowany w Sydney, a następnie w Norfolk. Na początku 1944 roku wziął udział w walkach o Wyspy Marshalla, w czerwcu operował w rejonie Kuryli, w październiku na Filipinach. Uczestniczył w przygotowaniu artyleryjskim desantu na Iwo Jimę w lutym 1945 roku.
Po kolejnym pobycie w stoczni, w czerwcu 1945 roku operował w rejonie Okinawy, później wybrzeży chińskich oraz Aleutów. Po kapitulacji Japonii wchodził w skład sił okupacyjnych, następnie transportował z Guam żołnierzy powracających do Stanów Zjednoczonych. Wycofany ze służby 10 czerwca 1946 roku i przeniesiony do rezerwy, 11 sierpnia 1959 roku został sprzedany na złom.

### USS Louisville (CA-28)
Położenie stępki 4 lipca 1928 roku, wodowanie 1 września 1930 roku, wejście do służby 15 stycznia 1931 roku. Stocznia Puget Sound. Od początku służby operował na Pacyfiku, w 1934 roku odwiedzał porty Ameryki Środkowej i basenu Morza Karaibskiego. Pod koniec 1940 roku przetransportował z Simon’s Town do Nowego Jorku ładunek brytyjskiego złota. 7 grudnia 1941 roku pełnił służbę eskortową na Pacyfiku. W styczniu 1942 roku uczestniczył w desancie na Samoa, w maju operował w rejonie Aleutów. W styczniu 1943 roku wziął udział w bitwie koło wyspy Rennell. Po modernizacji, w 1944 roku uczestniczył w walkach o Wyspy Marshalla, następnie Mariany oraz Peleliu. 25 października 1944 roku wziął udział w bitwie w cieśninie Surigao, jako okręt flagowy kontradmirała Jessego B. Oldendorfa. 5 i 6 stycznia 1945 roku został dwukrotnie uszkodzony przez kamikaze, tracąc 37 zabitych. Po naprawach brał udział w bitwie o Okinawę, 5 czerwca znów trafiony przez kamikaze. W dniu kapitulacji Japonii znajdował się w stoczni w Pearl Harbor.
Po zakończeniu remontu został wysłany w rejon wybrzeży chińskich, gdzie uczestniczył w akcji repatriacji alianckich jeńców wojennych oraz nadzorował kapitulację jednostek japońskich. Po powrocie do Stanów Zjednoczonych, 17 czerwca 1946 roku został wycofany ze służby. Po latach pobytu we Flocie Rezerwowej, 14 września 1959 roku został sprzedany na złom.

### USS Chicago (CA-29)
Położenie stępki 10 września 1928 roku, wodowanie 10 kwietnia 1930 roku, wejście do służby 9 marca 1931 roku. Stocznia Mare Island. Dziewiczy rejs odbył na Hawaje, Tahiti i Samoa. W latach 1931–1932 był okrętem flagowym dowódcy zespołu krążowników w składzie Scouting Force. Od 1932 roku operował na Pacyfiku. 7 grudnia 1941 roku znajdował się na oceanie jako część TF 12, dotarł do Pearl Harbor 12 grudnia. Od lutego 1942 roku przebywał w rejonie Luizjadów. W nocy z 31 maja na 1 czerwca 1942 roku stał się obiektem nieskutecznego ataku japońskich miniaturowych okrętów podwodnych w porcie w Sydney. Od sierpnia uczestniczył w walkach o Guadalcanal, został uszkodzony w bitwie koło wyspy Savo 9 sierpnia (dwóch zabitych). Na remont został wysłany do Sydney i San Francisco. W styczniu 1943 roku wszedł w skład zespołu krążowników, osłaniających operację przeprowadzenia konwoju z posiłkami na Guadalcanal. 29 stycznia, podczas koło wyspy Rennell został trafiony dwoma torpedami lotniczymi. Następnego dnia po południu holowany krążownik został powtórnie zaatakowany przez lotnictwo przeciwnika i czterokrotnie storpedowany zatonął po kilkunastu minutach. Zginęło 62 marynarzy.

### USS Houston (CA-30)

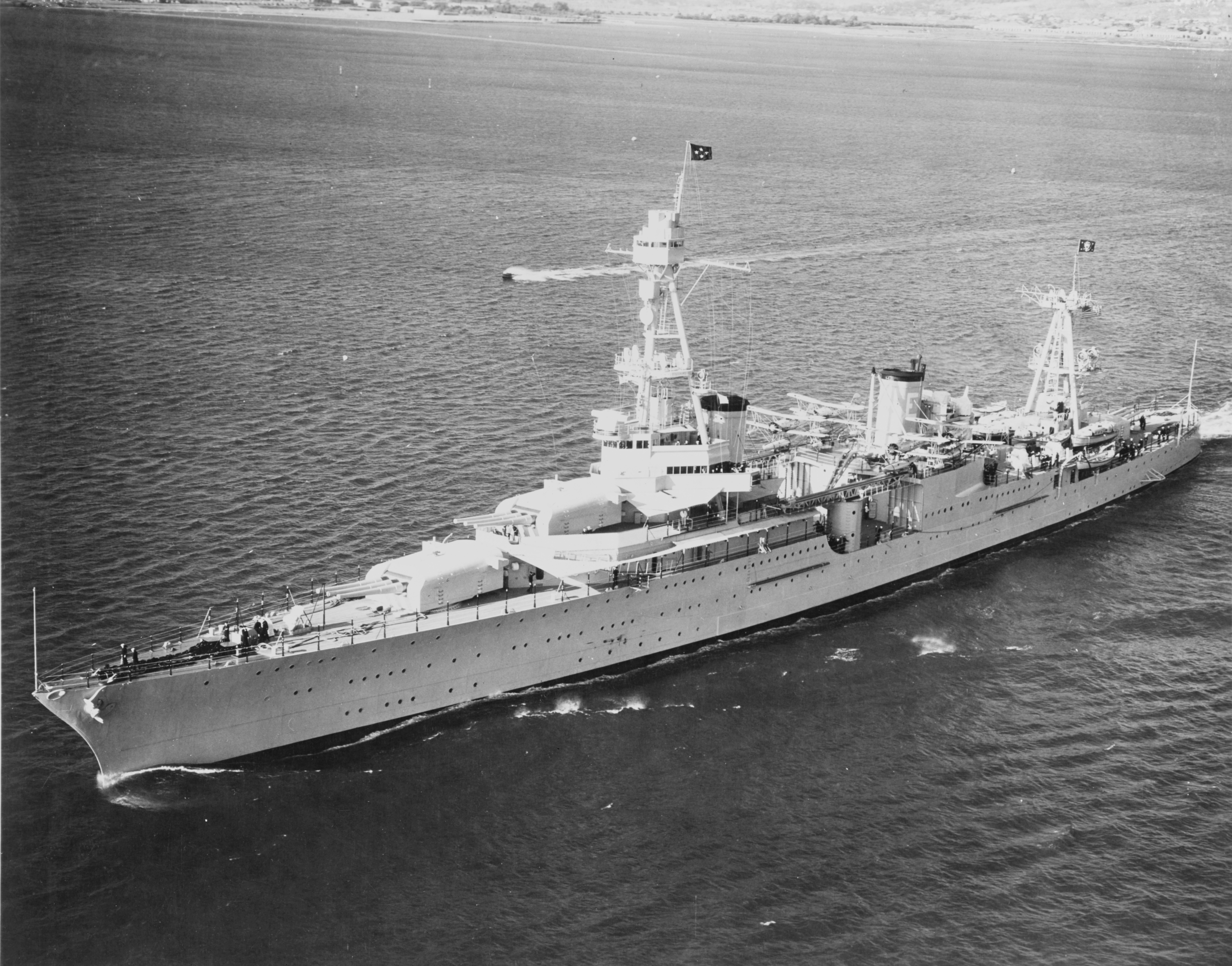
„Houston” w San Diego, 1935 rok, na masztach widoczne proporce: prezydencki oraz głównodowodzącego US Fleet

Położenie stępki 1 maja 1928 roku, wodowanie 7 września 1929 roku, wejście do służby 17 czerwca 1930 roku. Stocznia Newport News. Po dziewiczym rejsie do Europy, od lutego 1931 roku był okrętem flagowym admirała Franka B. Uphama, dowódcy Floty Azjatyckiej bazującej w Manili. W latach 1932–1933 operował na wodach chińskich, następnie powrócił do Stanów Zjednoczonych. W 1934 roku na jego pokładzie prezydent Franklin D. Roosevelt odbył podróż z Annapolis do Portland, przez Karaiby, Kanał Panamski i Hawaje. W 1935 roku prezydent ponownie gościł na pokładzie krążownika w trzytygodniowym nieoficjalnym wakacyjnym rejsie. W tym samym roku okręt wszedł w skład 5. Dywizjonu Krążowników, dwa lata później został przeniesiony do 4. Dywizjonu. 14 lipca 1938 roku prezydent Roosevelt odbierał z pokładu „Houston” paradę floty w San Francisco. Od września do grudnia 1938 roku okręt był okrętem flagowym dowódcy US Fleet, admirała Claude’a C. Blocha. Po raz czwarty prezydent gościł na krążowniku w lutym 1939 roku podczas ćwiczeń floty Fleet Problem XX na Morzu Karaibskim. W listopadzie 1940 roku okręt powrócił do funkcji okrętu flagowego dowódcy Floty Azjatyckiej, którym był wówczas admirał Thomas C. Hart.
W dniu ataku na Pearl Harbor „Houston” stacjonował na wyspie Panay, skąd odpłynął do Surabai, gdzie wszedł w skład sił uderzeniowych ABDA. 4 lutego 1942 roku został trafiony japońską bombą lotniczą, której eksplozja zabiła 48 ludzi i zniszczyła rufową wieżę artyleryjską. Pomimo uszkodzeń nie został wycofany z walki. Wobec powtarzających się japońskich komunikatów o zatopieniu okrętu, otrzymał od załogi przydomek „Galopujący duch wybrzeża jawajskiego” (The Galloping Ghost of The Java Coast). 27 lutego wziął udział bitwie na Morzu Jawajskim. Został zatopiony w nocy z 28 lutego na 1 marca, podczas bitwy w Cieśninie Sundajskiej. Uratowano jedynie 368 spośród 1061 członków załogi.

### USS Augusta (CA-31)
Położenie stępki 2 lipca 1928 roku, wodowanie 1 lutego 1930 roku, wejście do służby 30 stycznia 1931 roku. Stocznia Newport News. Włączony do Scouting Force jako okręt flagowy wiceadmirała Arthura L. Willarda. Od 1932 roku bazował w kalifornijskim San Pedro. W 1933 roku dowódcą okrętu został ówczesny komandor Chester W. Nimitz. Od listopada tego roku do listopada roku 1940 krążownik pełnił funkcję okrętu flagowego dowódców Floty Azjatyckiej, kolejno admirałów Franka B. Uphama, Orina G. Murfina, Harry’ego E. Yarnella oraz Thomasa C. Harta. W czerwcu 1934 roku „Augusta” reprezentowała US Navy podczas pogrzebu admirała Tōgō, w 1937 roku wizytowała Władywostok. Od sierpnia 1937 roku do pierwszych dni roku następnego stacjonowała w rejonie Szanghaju, gdzie powróciła w kwietniu 1938 roku.
Po powrocie do Stanów Zjednoczonych i krótkim remoncie, od kwietnia 1941 roku okręt wchodził w skład Floty Atlantyckiej, jako okręt flagowy jej dowódcy, admirała Ernesta J. Kinga. W sierpniu 1941 roku na jego pokładzie prezydent Roosevelt udał się do zatoki Placentia na spotkanie z premierem Winstonem Churchillem, na którym podpisano Kartę Atlantycką. Po ataku na Pearl Harbor operował w rejonie Karaibów, w kwietniu i lipcu 1942 roku eskortował lotniskowiec „Ranger” w rejsach do Afryki. W listopadzie wziął udział w operacji Torch, jako okręt flagowy kontradmirała H. K. Hewitta, goszcząc na pokładzie także generała George’a S. Pattona. Od sierpnia do listopada 1943 roku operował wspólnie z okrętami Royal Navy na północnym Atlantyku. Po remoncie w Bostonie powrócił do Europy, by pełnić funkcję okrętu flagowego sił amerykańskich podczas lądowania w Normandii. Z kolei w sierpniu 1944 roku uczestniczył w desancie w południowej Francji.
W lipcu 1945 roku na pokładzie „Augusty” prezydent Harry S. Truman popłynął do Europy, udając się na konferencję poczdamską, w sierpniu powrócił na niej do Stanów Zjednoczonych. Od października krążownik transportował amerykańskich żołnierzy, powracających do domu (operacja Magic Carpet). Odstawiony do rezerwy 16 lipca 1946 roku, został 1 marca 1959 roku skreślony z listy floty i 9 listopada sprzedany na złom.